# Храм Спаса Преображения на Песках
О ростовском храме Спаса на Песках см. Спасо-Песоцкий монастырь
Об утраченной церкви в Москве см. Церковь Спаса Преображения на Песках в Каретном ряду
Храм Спа́са Преображе́ния на Песка́х — православный храм в районе Арбат города Москвы. Принадлежит к Центральному благочинию Московской епархии Русской православной церкви. Построен в 1711 году в стиле московских церквей XVII века. Является памятником архитектуры федерального значения.

## История
Ранее на этом месте находилась деревянная церковь стрелецкой слободы, известная с 1642 года. В 1711 году на её месте был построен каменный храм Спаса Преображения на Песках, сохранившийся до наших дней. В 1763 году на средства титулярного советника Михаила Иванова в юго-западной части трапезной был сооружён придел, освящённый в честь Михаила Архангела (не сохранился). Во время пожара 1812 года кровля частично обгорела, а церковь была разграблена мародёрами. Но спустя два года храм восстановили.
В 1849 году была сооружена церковная ограда (не сохранилась). В 1891 году церковные ворота, сооружённые в стиле псевдоготики, были соединены с колокольней притвором и стали главным порталом церкви.
В 1878 году храм Спаса на Песках запечатлел на своей картине «Московский дворик» художник Василий Поленов. На колокольне церкви в начале XX века звонил известный звонарь-виртуоз Константин Сараджев.
После прихода советской власти службы в храме некоторое время продолжались. Церковь закрыли в 1932 году. Здание церкви находилось в ведении различных учреждений. Во внутреннем пространстве церкви были устроены два этажа, появились перегородки. В результате пострадали внутреннее убранство и росписи храма.
После войны церковь Спаса на Песках признали памятником архитектуры. В 1960-х годах была проведена реставрация. С 1956 года в здании церкви размещалось объединение кукольных фильмов студии «Союзмультфильм».
В 1991 году распоряжением Правительства Москвы храм был возвращён Русской православной церкви. В 1993 году арендаторы полностью покинули храм, и в нём начались службы. Вскоре храм был отреставрирован.
Музыкальный театр Станиславского и Немировича-Данченко передал храму десять колоколов из взорванного в 1930-х годах Страстного монастыря.
24 декабря 2006 года патриарх Московский и всея Руси Алексий II возглавил чин великого освящения и Божественную литургию в обновлённом храме Спаса Преображения на Песках.

## Архитектура

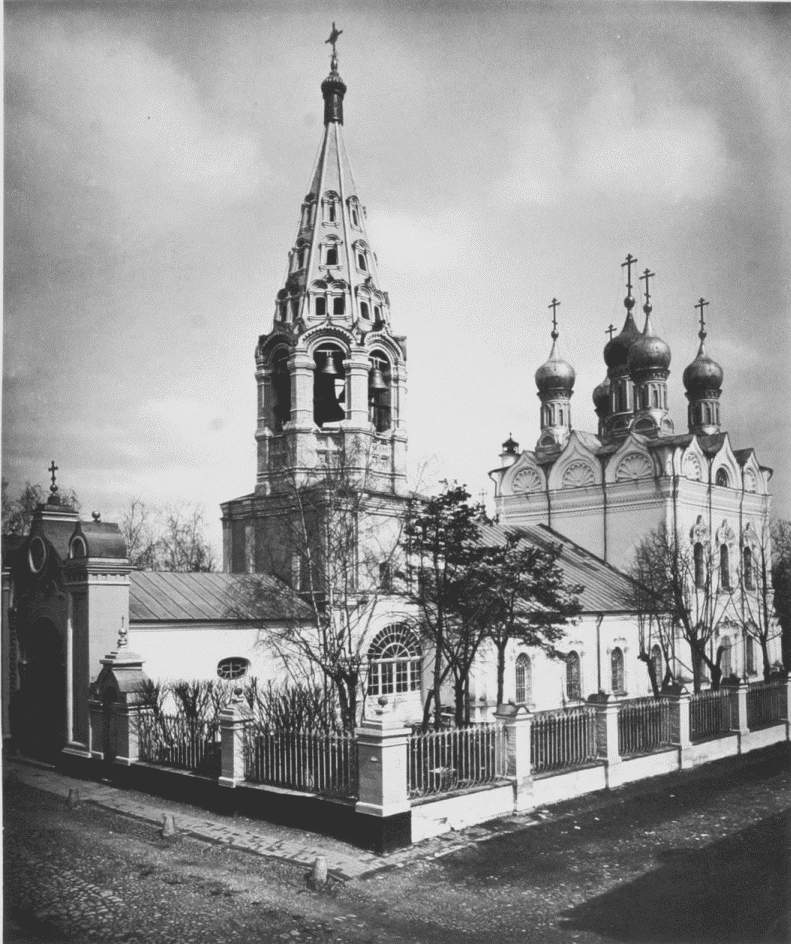
Храм Преображения Господня на Песках в 1882 году. Фотография из альбома Николая Найдёнова

Архитектура храма Спаса Преображения на Песках характерна для московских церквей конца XVII века. Храм построен по традиционной продольно-осевой схеме. Четверик (основной объём) с пятиглавием и шатровую колокольню соединяет низкая трапезная. Приделы храма расположены несимметрично. Элементы декора церкви соответствуют духу XVII века — перспективные порталы, оконные наличники, килевидные кокошники. Храм Спаса Преображения играет важную роль в градостроительной композиции Спасопесковской площади.
Похожий по архитектуре храм XVII века — московский Преображенский храм на Песках в Каретном ряду — был снесён властями в 1934 году.

## Духовенство
- 1903 - Иван Яковлевич Березкин
- 1925—1931 — Сергий Николаевич Щукин.

Современное:
- Протоиерей Александр Туриков — настоятель храма;
- Иерей Георгий Михайлов;
- Диакон Геннадий Бочаров[6].